# Darrin's Coconut Ass: Live from Omaha
Darrin's Coconut Ass: Live from Omaha to EP zespołu muzycznego Goldfinger. Płyta, określana jako materiał przejściowy między drugim (Hang-Ups) a trzecim (Stomping Ground) pełnometrażowym albumem grupy, została wydana 9 listopada 1999 roku, przez wytwórnię Mojo Records. Zawiera osiem utworów, będących coverami innych artystów.
Album, wbrew tytułowi, nie został nagrany podczas koncertu grupy, lecz w studiu BJM, znajdującym się w (zburzonym już) kompleksie muzycznym The Ranch Bowl w Omaha, w stanie Nebraska.

## Lista utworów
(w nawiasie oryginalny wykonawca utworu)
1. „Just Like Heaven” – 1:59 (The Cure)
2. „Is She Really Going Out With Him?” – 3:10 (Joe Jackson)
3. „Feel Like Making Love” – 3:18 (Bad Company)
4. „Nite Klub” – 2:56 (The Specials)
5. „The Kids Are Alright" – 1:34 (The Who)
6. „DownPressor Man” – 3:41 (Peter Tosh)
7. „You Say You Don't Love Me” – 2:22 (Buzzcocks)
8. „Man in the Suitcase” – 1:54 (The Police)

## Wykonali
- John Feldmann – gitara, śpiew
- Charlie Paulson – gitara
- Kelly LeMieux – gitara basowa, śpiew towarzyszący
- Darrin Pfeiffer – perkusja